# Dreifaltigkeitskirche (Raków)
Die Dreifaltigkeitskirche (polnisch Kościół Świętej Trójcy w Rakowie) ist ein barockes römisch-katholisches Kirchengebäude  in Raków.

## Geschichte
Die Kirche wurde von den Polnischen Brüdern, einer unitarischen Glaubensgemeinschaft, in der ersten Hälfte des 17. Jahrhunderts gebaut. Sie wurde nach deren Ausweisung 1638 zerstört und als römisch-katholische Kirche unter Bischof Jakub Zadzik ab 1640 neu errichtet. Sie wurde 1650 vom Krakauer Bischof Olbracht Lipnicki geweiht.